# Morrison R. Waite

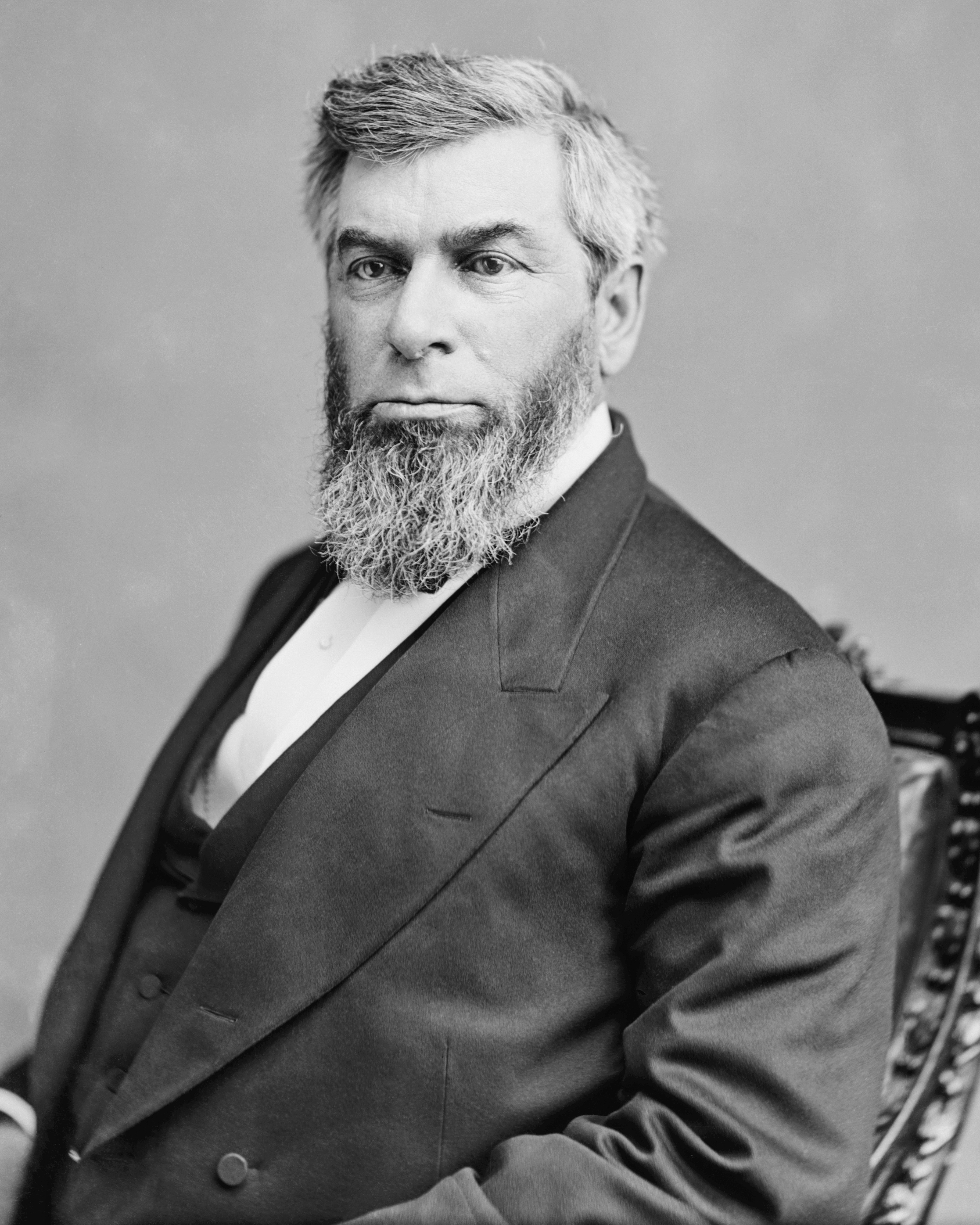
Morrison R. Waite

Morrison Remick Waite (* 29. November 1816 in Lyme, Connecticut; † 23. März 1888 in Washington, D.C.) war Oberster Richter der Vereinigten Staaten von 1874 bis 1888.

## Leben
Waite war der Sohn von Henry Matson Waite, der Richter und beigeordneter Richter des Obersten Gerichtshofs von Connecticut in den Jahren von 1834 bis 1854 sowie späterer Oberrichter (1854 bis 1857) war.
Er schloss im Jahr 1837 sein Studium an der Yale University erfolgreich ab und wurde in die dortige Studentenverbindung Skull & Bones aufgenommen. Bald darauf zog er nach Maumee (Ohio) um, wo er Recht in der Anwaltskanzlei von Samuel L. Young studierte, in der er 1839 als Anwalt eingestellt wurde. 1850 verlegte er seinen Wohnsitz nach Toledo, wo er bald eine Führungsposition in der Staatsanwaltschaft erhielt. In der amerikanischen Politik tauchte er zuerst in der Whig Party auf; später wurde er Mitglied der Republikaner. In den Jahren 1849 bis 1850 saß er im Senat von Ohio. 1871 repräsentierte er zusammen mit William M. Evarts und Caleb Cushing die USA als Berater vor dem Tribunal von Alabama in Genf, 1874 war er der Präsident der konstitutionellen Konvention in Ohio. Im selben Jahr wurde er von US-Präsident Ulysses S. Grant zum Nachfolger in das Amt des verstorbenen Oberrichters der USA Salmon P. Chase gerufen und blieb in dieser Position bis zu seinem Tod.
Durch die Entwicklungen, die sich aus dem Bürgerkrieg und dem damit verbundenen Wiederaufbau ergaben, und besonders in Fällen, die eine Interpretation des 13., 14. und 15. Zusatzartikels der US-Verfassung betrafen, sympathisierte er tendenziell mit der allgemeinen Ansicht des Gerichtshofes, nämlich die weiteren Ausdehnungen des Einflusses einer föderalen Regierung einzuschränken. In einer teilweise beunruhigenden Verfügung, in dem Gerichtsfall United States v. Cruiksbank, schlug er das Ermächtigungsgesetz (englisch: Enforcement Act) nieder, und entschied: (frei übersetzt) Dass „es die allerhöchste Pflicht der Staaten sei, seit sie der Union unter der Konstitution beitraten, alle Personen mitsamt ihren Grenzen zu schützen, in der Ausübung von diesen unveräußerlichen Rechten, mit denen sie von ihrem Schöpfer ausgestattet worden waren. Zu diesem Zweck liegt die Souveränität allein beim Staat. Es ist nicht mehr die Pflicht oder mithin im Einflussbereich der USA, eine Verschwörung zu bestrafen, widerrechtliche Inhaftierung oder Mord innerhalb eines Staates, dann würde es wie eine Bestrafung für unrechtmäßige Inhaftierung sein, oder Mord selber.“ (englisch: "The very highest duty of the States, when they entered into the Union under the Constitution, was to protect all persons within their boundaries in the enjoyment of these 'unalienable rights with which they were endowed by their Creator.' Sovereignty, for this purpose, rests alone with the States. It is no more the duty or within the power of the United States to punish for a conspiracy to falsely imprison or murder within a State, than it would be to punish for false imprisonment or murder itself.") Die Verfügung ignorierte komplett den Text und die Absicht des 14. Zusatzartikels und half bei der Ausweitung der Jim-Crow-Ära.
Er wirkte an den Mehrheitsbeschlüssen in den Fällen Head Money Cases (1884) und dem Ku Klux Case (United States v. Harris, (1882)) mit, ebenso an den Civil Rights Cases (1883) and the Juillard v. Greenman (1883). Zu seinen wichtigsten Fällen, die er zu entscheiden hatte, werden die Enforcement Act Cases (1875), der Sinking Fund Case (1878), die Railroad Commission Cases (1886) und die Telephone Cases (1887) gezählt.